# Astragalus nuratensis
Astragalus nuratensis är en ärtväxtart som beskrevs av Mikhail Grigoríevič Popov. Astragalus nuratensis ingår i släktet vedlar, och familjen ärtväxter. Inga underarter finns listade i Catalogue of Life.